# Château du Reposoir
Le château du Reposoir est un château situé dans la commune de Pregny-Chambésy, dans le canton de Genève, en Suisse.

## Localisation

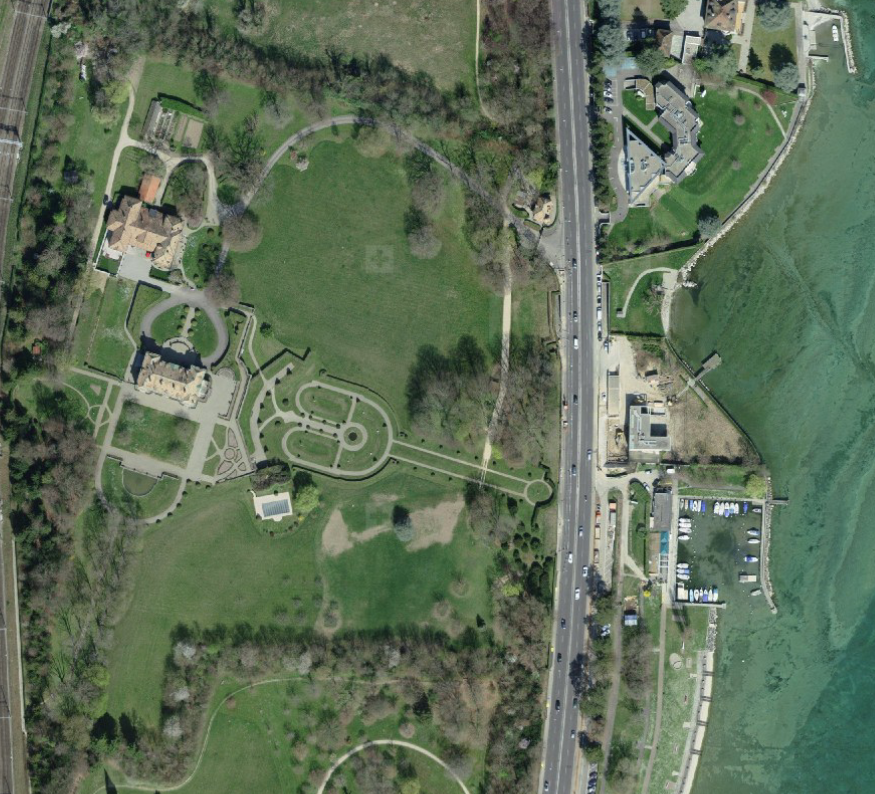
Photo satellite, par Swisstopo, du château et de son domaine.

Le château se situe dans la localité de Pregny, au sein du sous-secteur de Pregny Parc, au lieu-dit Le Reposoir, à proximité des rives du Léman. Le domaine s’étend sur une superficie totale de 80 804 m2.
Il se compose de vastes pelouses ponctuées d’arbres centenaires, qui s’élèvent en pente douce vers le château. Celui-ci trône sur une terrasse dominant, côté lac, un jardin à la française, tandis que, côté sud, il s’ouvre sur un plan d’eau et une majestueuse allée de marronniers.

## Histoire
Mentionné pour la première fois au XVIe siècle sous l’appellation La Terre de Pregny, le domaine appartient alors à Madeleine, veuve de Humbert Pucetti. Ce vaste territoire agricole s’étend de Sécheron au Vengeron, en lisière du Léman.
Le nom de Reposoir n’apparaît qu’au début du XIXe siècle et ne désigne à l’origine qu’une parcelle située au bord du lac. À cet emplacement, en bordure de la route de Lausanne, se trouve un banc rudimentaire composé de deux planches superposées : l’une sert à s’asseoir, l’autre, placée au-dessus, permet aux femmes de déposer les corbeilles qu’elles portent sur la tête en se rendant au marché, et d’y prendre un moment de repos.
Le 7 mars 1534, année de naissance de la république de Genève, Guillaume du Puys, bourgeois de cette jeune république, acquiert les terres de La Terre de Pregny, alors situées dans le duché de Savoie.
Le domaine reste entre les mains de la famille du Puys pendant quatre générations. Le 24 août 1659, Pierre II du Puys-de la Palle le lègue à ses deux filles : Ève du Puys, épouse de Jean Voisine, et Judith du Puys, épouse de Jérémie Pictet. Le domaine se trouve alors divisé en deux parts.
Dès le 28 février 1648, les deux sœurs procèdent déjà à un partage du domaine. Dans son testament du 6 janvier 1688, Judith du Puys lègue à son fils aîné, Jacques II Pictet-Du Pan, l’intégralité de sa part de La Terre de Pregny. En 1674, celui-ci rachète l’autre portion aux héritiers de sa tante Ève, réunissant ainsi l’ensemble du domaine sous son nom,.

### Château
À l’origine, le domaine ne comprend pas la maison d’habitation actuelle, mais une autre demeure, probablement d’une certaine importance, puisqu’elle accueille en septembre 1696 l’intendant de France Ferrand.
Son petit-fils, Jacques III Pictet-Thellusson, fait raser l'ancienne demeure, dont aucune représentation ne nous est parvenue, en 1755, afin d'y édifier un château. Le lieu prend alors progressivement l'allure d'une propriété d'agrément. Le nouveau bâtiment, de style typique de son époque, adopte une forme carrée et des proportions modestes, avec cinq fenêtres en façade.
Ayant pris part au traité de 1754 entre la Sardaigne et Genève, Jacques III Pictet-Thellusson est récompensé par le roi Victor-Emmanuel III, qui lui confère le titre de comte avec transmission héréditaire. Malgré ses fonctions et ses honneurs à l'étranger, il entretient des relations actives avec sa patrie. En 1738, il est élu membre du Conseil des Deux-Cents. Il revient s’établir à Genève en 1763 avec le titre de chargé d'affaires du roi d'Angleterre. À cette époque, le résident de France exerce une influence prépondérante à Genève et ne peut tolérer qu’un ambassadeur d'une puissance rivale soit placé sur un pied d'égalité avec lui. Par ailleurs, Jacques III Pictet-Thellusson se rapproche du parti des Représentants, qui s'oppose vivement au gouvernement Négatif alors en place. Le 15 décembre 1766, le peuple genevois, réunissant le Conseil Général, rejette le projet de constitution que le gouvernement Négatif, soutenu par la France, Berne et Zurich, tentait de lui faire accepter. À la suite de ce vote, les Représentants se retrouvent confrontés à divers procédés, notamment de la part de la France, qui établit un véritable blocus autour de Genève, du côté du pays de Gex. Des troupes françaises viennent cerner la frontière, et le comte Pictet, dont la propriété de Pregny se trouve encore alors en terre française, devient la cible de traitements particuliers en raison de son soutien aux Représentants. Un capitaine de l'armée royale s'empare du domaine des Pictet, de la maison d'habitation et des dépendances, pour y installer des officiers, des cavaliers et des chevaux. Un fort et une prison y sont également établis. Face à cette situation, Jacques III Pictet-Thellusson doit se replier à Athenaz.

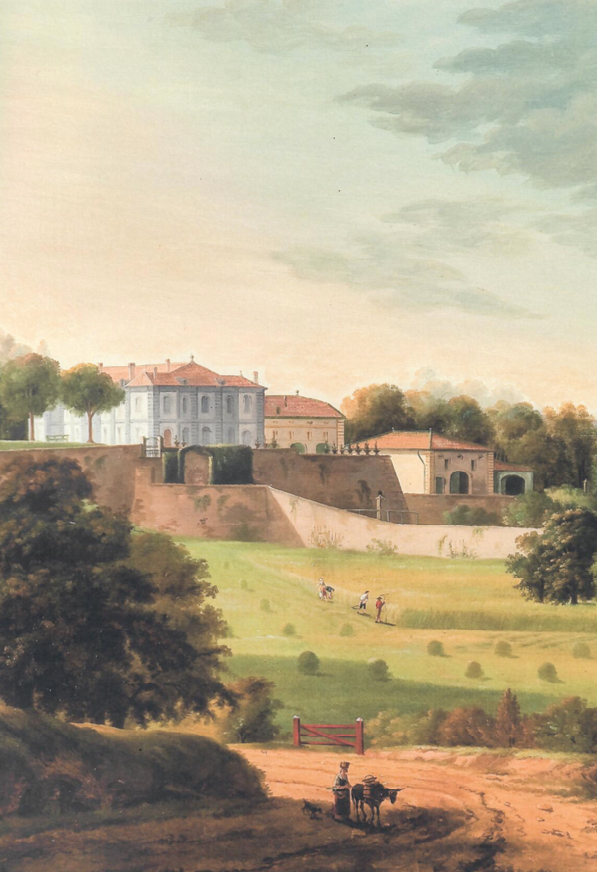
Le château du Reposoir en 1791 par Rodolphe Gautier.

Entre 1787 et 1790, son fils, Isaac IV Pictet-Lullin, entreprend une rénovation ambitieuse du château et l’agrandit avec deux ailes luxueuses. Les travaux d’architecture extérieure et de décoration intérieure, notamment dans certains salons ornés de boiseries, sont conçus et réalisés par Jean Jaquet : 

« La cheminée du salon, en marbre noir incrusté de blanc, est remarquable; la correspondance avec la marbrier Doret de Vevey, concernant ce travail, a été conservée. Parmi les objets mobiliers, signalons des candélabres en bois sculpté d'un travail délicat, très bien conservé malgré sa fragilité; mentionnons encore un buste du prince Henri de Prusse qui aussi est l'œuvre de Jaquet. »

En 1790, Isaac IV Pictet-Lullin fait établir un plan de sa propriété afin de préserver les droits qu’il détient et de permettre à son successeur de comprendre précisément en quoi ceux-ci consistent. Il y ajoute l’observation suivante : 

« Dès 1753, mon père et moi, avions fait des acquisitions. À cette époque, le domaine s'étendait de Sécheron au pont du Vengeron. Nombre de pièces étaient éparses et, comme ont dit, à la gueule du loup; d'autres, appartenant à divers particuliers, étaient enclavées au milieu des nôtres, nécessitaient des clôtures sans fin et occasionnaient des difficultés toujours pénibles, lors même qu'on était sûr d'en sortir avec satisfaction. J'ai donc réussi dans l'espace de vingt ans, à m'équarrir autant qu'il m'a été possible, de façon que le domaine est sous l'œil du maître et que les détails de préservation en ont beaucoup diminué. »

Le château relève, dès le 14 février 1790, de la commune de Pregny. Par le second traité de Paris du 20 novembre 1815, la commune de Pregny, et avec elle le château, est cédée à la Confédération suisse le 4 juillet 1816, puis officiellement rattachée à la république et canton de Genève le 10 octobre de la même année.
De nouveaux mas de dépendances sont bâtis par l'architecte Gustave Brocher vers 1850
En 1852, Richard I Pictet-Candolle vendit toutes les parcelles qui étaient au delà du chemin des Chèvres du côté nord et acheta celle qui allait jusqu'au chemin de l'Impératrice, côté sud, appartenant au château de l'Impératrice. Le Domain est ainsi d'un seul tenant entre ceux deux chemin bordé à l'est par la route de Suisse, ou les parcelles située le long de rives du lac ont également été vendue.
La première voie ferrée, construite en 1857, comprend deux voies reliant Genève à Versoix. Sa construction divise plusieurs domaines, notamment celui du château du Reposoir. Richard I Pictet-Candolle, passionné par les trains et les locomotives à vapeur, décide alors de faire construire une passerelle piétonne. Celle-ci permet de relier son domaine à ses terres situées à l'ouest, séparées par la voie ferrée, tout en lui offrant un point d'observation idéal pour voir passer les trains. La passerelle subsiste jusqu'en 2001, année des travaux pour la mise en service de la troisième voie CFF entre la gare de Coppet et celle de Genève-Cornavin, inaugurée le 2 octobre 2004 et mise en service le 12 décembre suivant. Les Chemins de fer fédéraux suisses en profitent également pour acheter le terrain de la famille Pictet, situé au-delà de la voie ferrée, à l'ouest du domaine. Au fil du temps, ce terrain s'est transformé en forêt.
Entre 1884 et 1886, Louis V Pictet-Saugy entreprend d’importantes réparations, tant à l’intérieur qu’à l’extérieur de la maison de maître. Il transforme l’avenue et la loge d’entrée du domaine, et crée un nouveau jardin à la française, qui vient remplacer l’ancien potager, au-dessus de la terrasse dominant le lac,.
Dans la seconde moitié du XXe siècle, les terres du domaine deviennent de moins en moins rentables, puis finissent par devenir déficitaires. Le coût de leur entretien impose alors un recentrage sur le cœur du domaine. C’est dans ce contexte que, les deux extrémités de la propriété sont cédées : au sud, autour de 1985, à la ville de Genève pour l’extension du jardin botanique, connue sous le nom de Terres de Pregny, et au nord, en 2000, pour la création d’un ensemble résidentiel baptisé Pregny-Parc entre 2001 et 2003.

### Anecdotes historiques
- Au début du XXe siècle, plusieurs hôtes de marque séjournent au château du Reposoir. Parmi eux figurent Georges III et son épouse, deux rois de Sardaigne, le marquis de Bute, le duc de Gordon et son épouse, le prince Henri de Prusse, ainsi que Warren Hastings[1] ;
- Lors de la Question royale, le roi Léopold III et sa famille, Lilian Baels, Joséphine-Charlotte, Baudouin, Albert II et Alexandre, se réfugient et habitent au château du Reposoir entre le 3 octobre 1945 et 1948[1],[N 2]. Les membres de la famille royale de Belgique se mêlent simplement aux coutumes de vie de la commune de Pregny, se promenant dans le village, achetant leur pain chez le boulanger ou assistant à la messe de l'église catholique[8];
- Durant son séjour à Pregny, le roi Léopold III reçoit plusieurs personnalités au château pendant son exil, parmi lesquelles sa sœur, la princesse Marie-José d'Italie, ainsi que le Premier ministre belge Achille Van Acker;
- En 1954, la famille Pictet invitent le ministre des Affaires étrangères britannique, Anthony Eden, au château[réf. nécessaire];
- Dans l'album L'Affaire Tournesol de Hergé, deux bâtiments réels servent de modèle à l'ambassade de Bordurie que l'auteur situe à Rolle : d'une part, le château du Reposoir, où Hergé avait rendu visite au roi Léopold III, et d'autre part, l'école hôtelière de Genève[9],[10];
- En 1968, Olav V de Norvège, alors en visite officielle en Suisse, est invité au château du Reposoir par Gustave Barbey[2] ;
- En 1983, le vice-président George H. W. Bush est reçu au château du Reposoir par Pierre Aubert, alors président de la Confédération, dans le cadre d'une discussion sur le désarmement[2] ;
- Le 18 novembre 1985, un jour avant le sommet de Genève, les propriétaires du Reposoir, ainsi que Kurt Furgler, alors président de la Confédération, invitent tour à tour les présidents américain et soviétique, Ronald Reagan et Mikhaïl Gorbatchev, à venir au château[11].

### Propriétaires du domaine et du château
- XVIe siècle - 7 mars 1534 Madeleine Pucetti ;
- 7 mars 1534 - 1560 : Guillaume du Puys (ou Dupuis) ;
- 1560 - 9 mars 1613 : Pierre du Puys-Favre ;
- 9 mars 1613 - 24 août : 1659 Pierre II du Puys-de la Palle ;
- 24 août 1659 - 1674 et 6 janvier 1688 : Ève du Puys-Voisine et Judith du Puys-Pictet ;
- 1674 et 6 janvier 1688 - 2 août 1721 : Jacques II Pictet-Du Pan (1643-1721) ;
- 2 août 1721 - 22 février 1746 : Marc Pictet-Budé (1672-1746) ;
- 22 février 1746 - 10 février 1786 : Jacques III Pictet-Thellusson (1705-1786) ;

## Architecture
Le château a une surface totale de 656 m2.

« On pénètre dans l'habitation par un vestibule d'où se détache un bel escalier conduisant au premier étage. La pièce centrale du rez-de-chaussée est le grand salon, entièrement décoré de motifs sculptés par Jean Jaquet : consoles, cheminée, candélabres, avec un mobilier de la fin du XVIIIe siècle. À droite du salon, se trouve la salle à manger, de teinte claire et où une grande armoire vitrée contient une riche collection de porcelaines de la Compagnie des Indes au décor rose et or; le mobilier est de style.
À gauche du salon, on traverse une gracieuse chambre de l'époque Directoire, tendue de papier à sujet agrestes et bucoliques, tandis que les meubles sont recouverts de tapisseries de Beauvais représentant des sujets tirés de fables de La Fontaine.
En continuant, nous arrivons à la bibliothèque, pièce rendue confortable et sympathique par les rayons de livres aux belles reliures et ses objets d'art agréablement disposés sur des consoles. »

— Guillaume Fatio, Pregny, commune genevoise et coteau des altesses, 1947, p. 337.

## Protections
Le domaine, le château et l'Orangerie sont classés bien culturel d'importance nationale par l'Office fédéral de la protection de la population.
Le 11 juillet 1956, le château les dépendances et le domaine sont inscrits sur la liste des objets classés par le Département des Travaux Publics du canton de Genève,.
Le 5 octobre 2005, le domaine est inscrit à l'inventaire de la section nationale suisse du Conseil international des monuments et des sites (ICOMOS), répertoriant les parcs et jardins historiques de Suisse.

## Photos

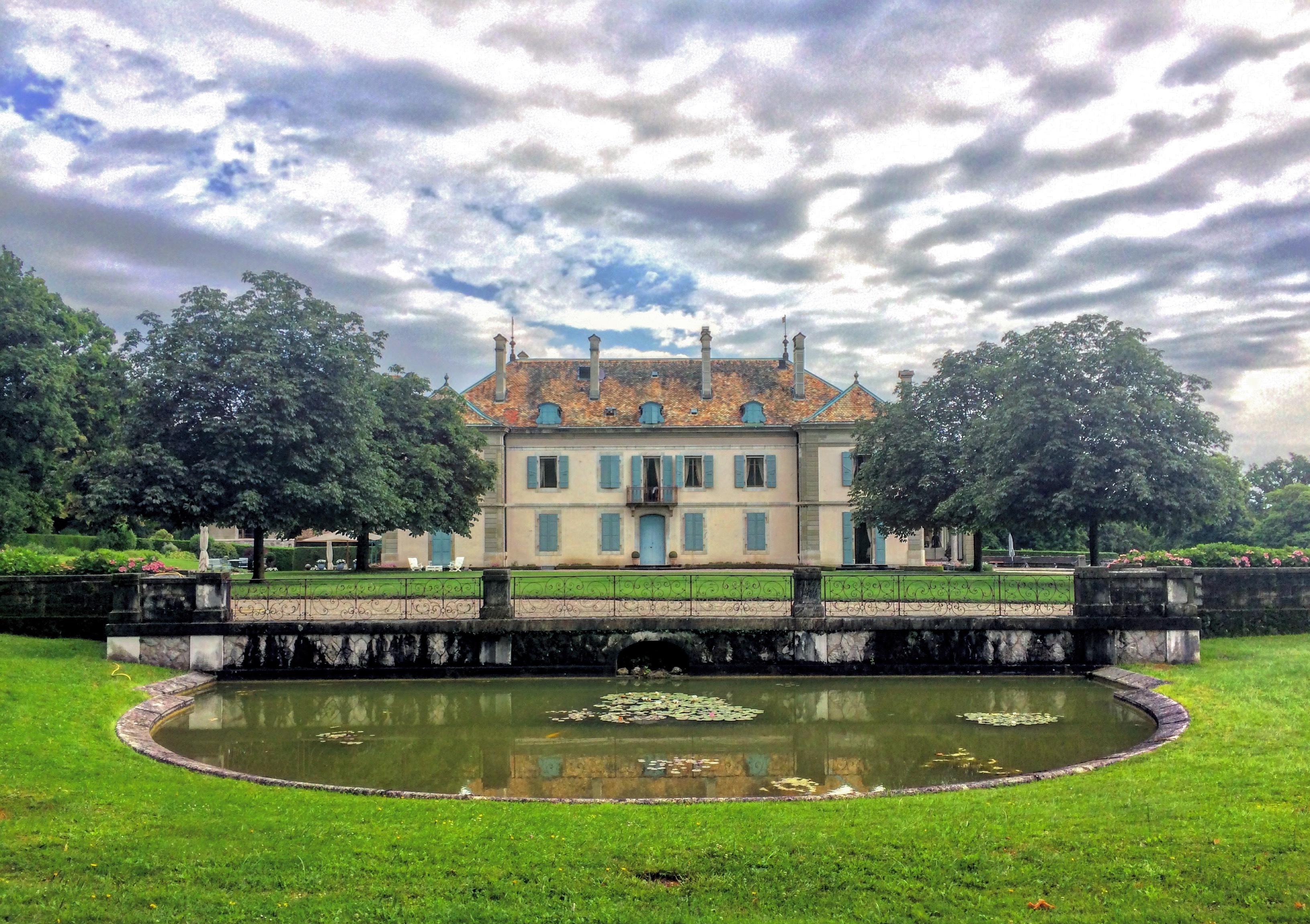
Façade Sud.
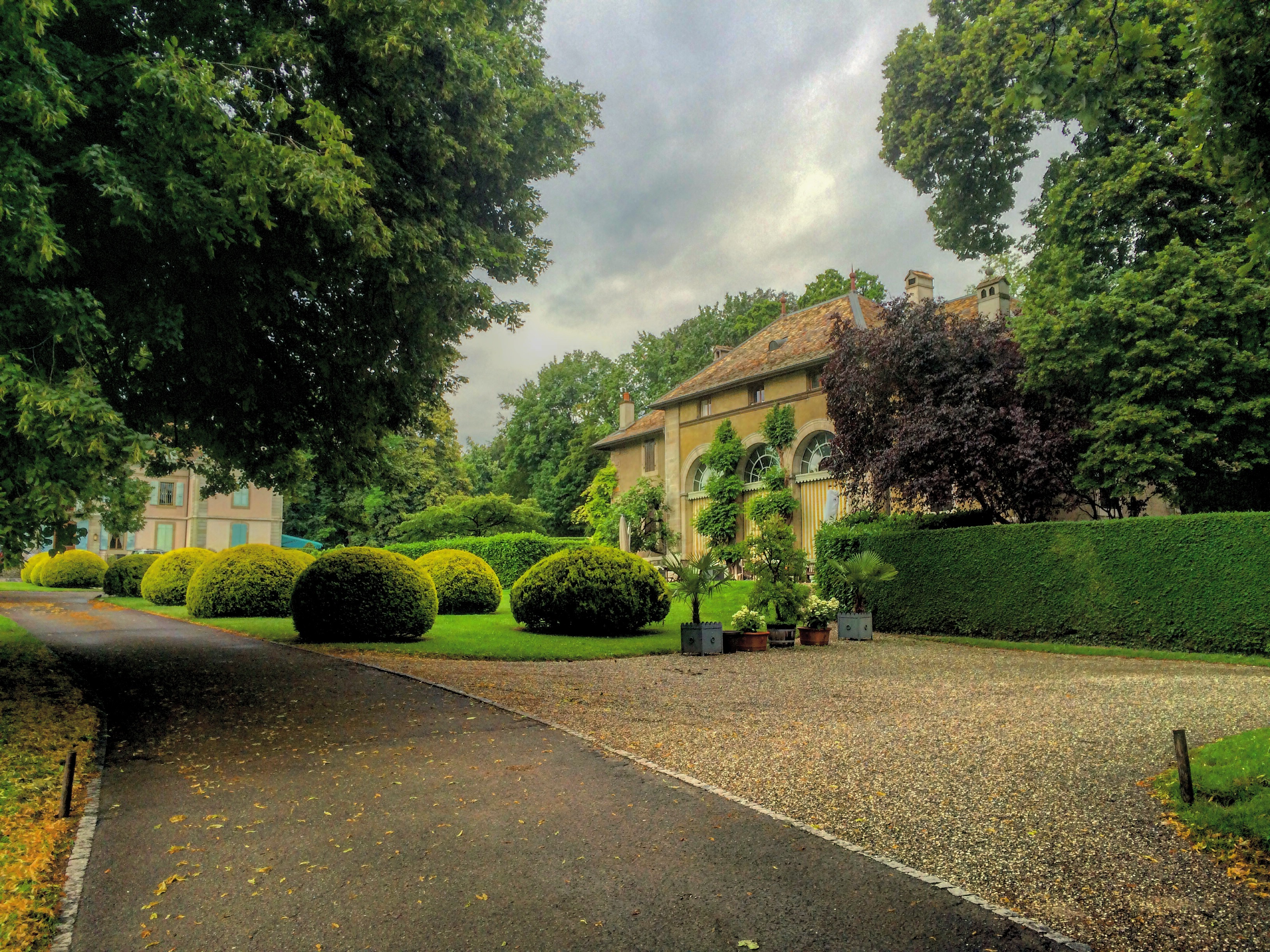
L'Orangerie et le château.
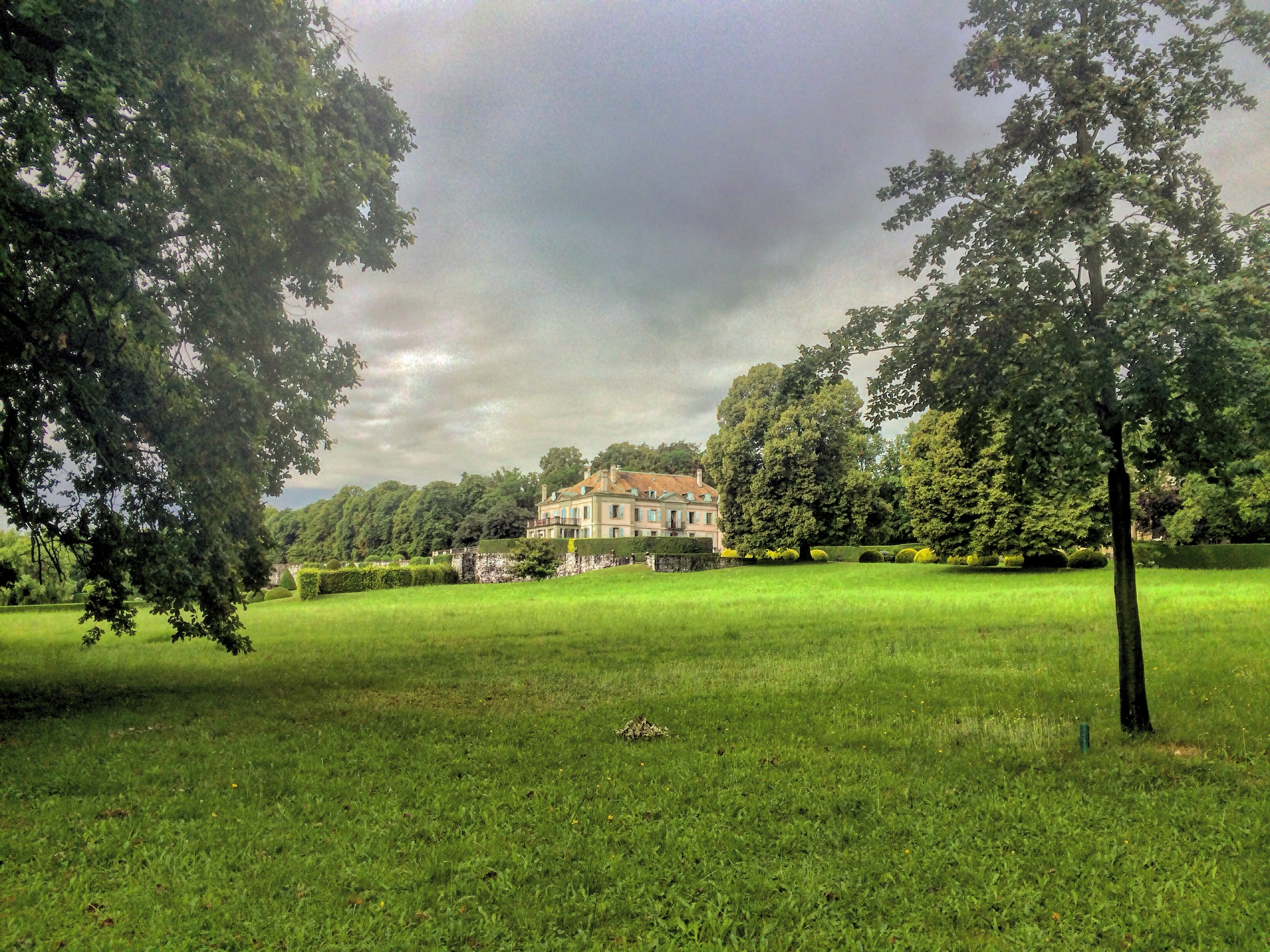
Le château vu depuis l'entrée du Domaine.
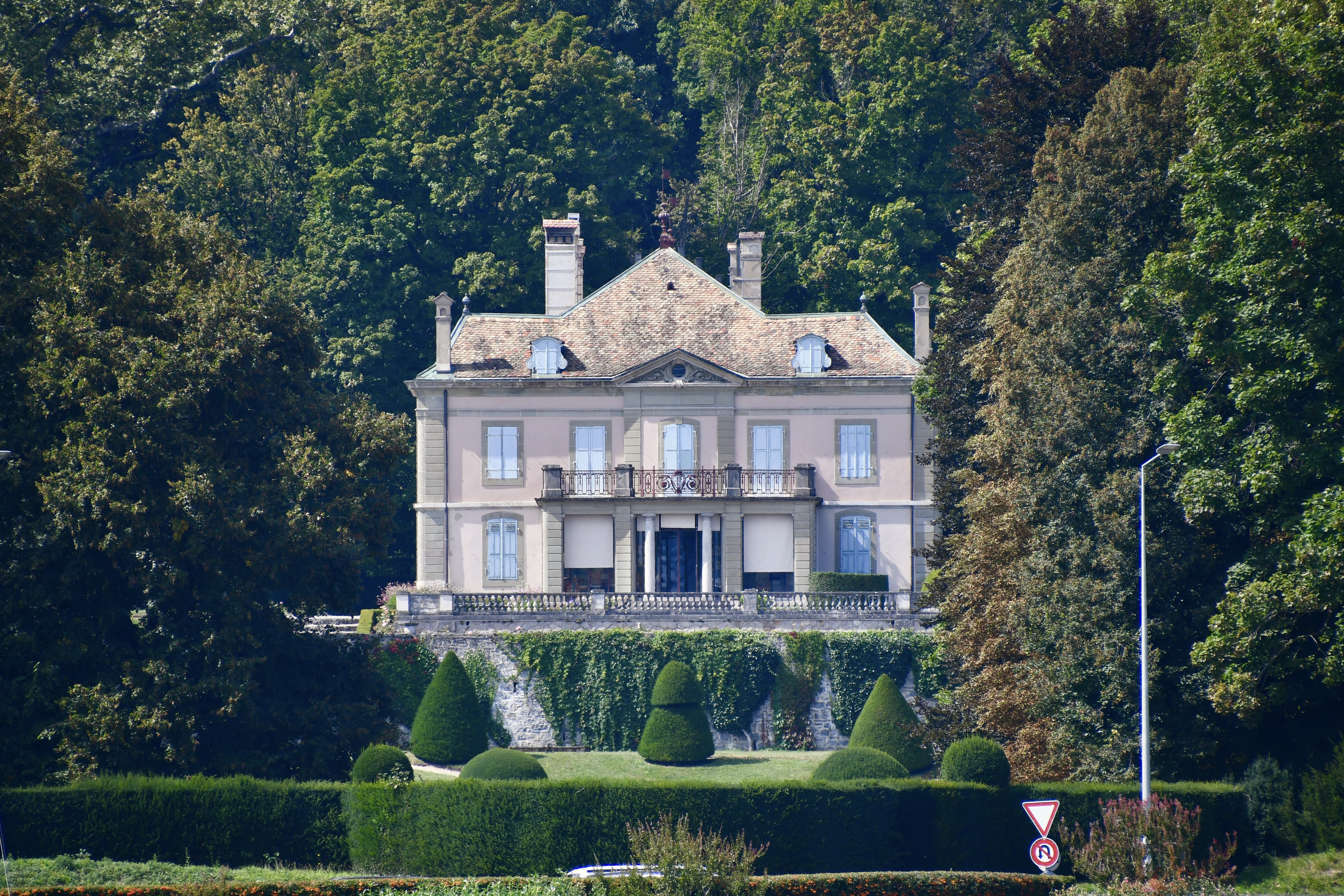
Façade Est.

### Plans

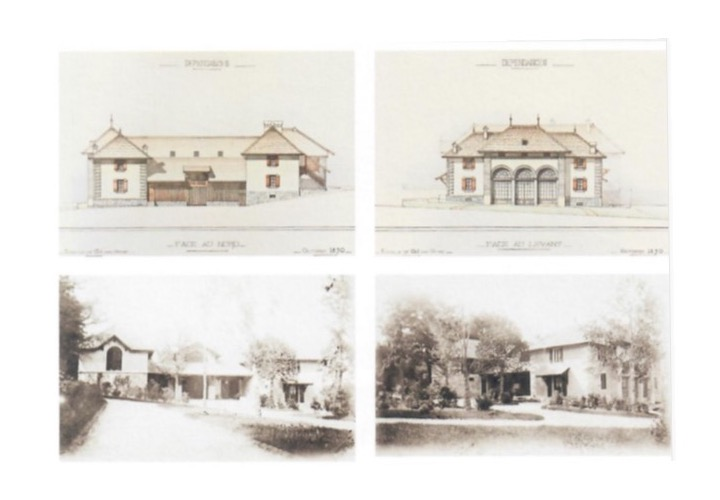
Plans et photo des dépendances (1890 et 1891) par Gustave Brocher.
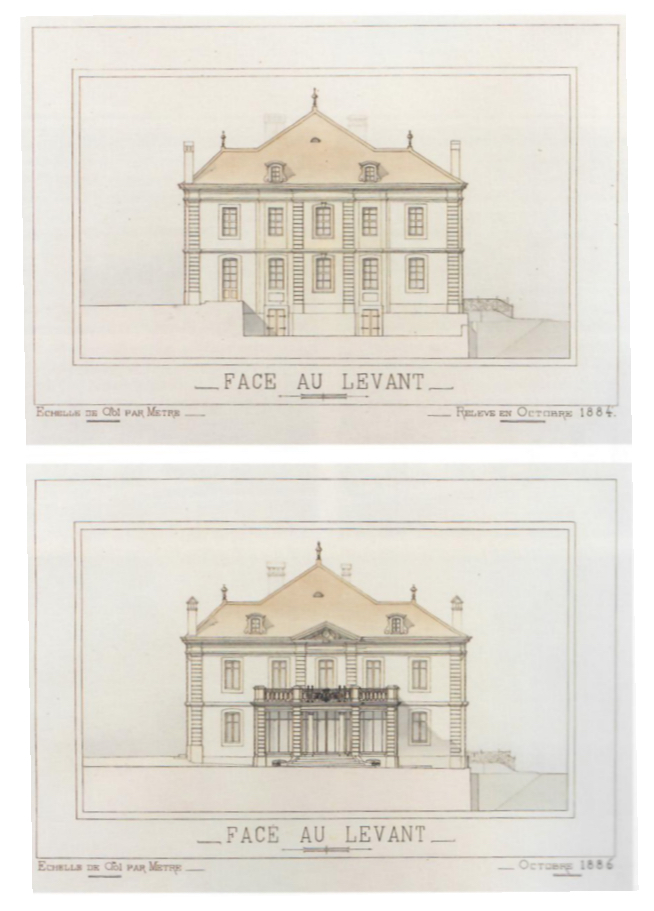
Plans de l'élévation de la façade est avant et après les travaux 1884-1886 par Gustave Brocher.
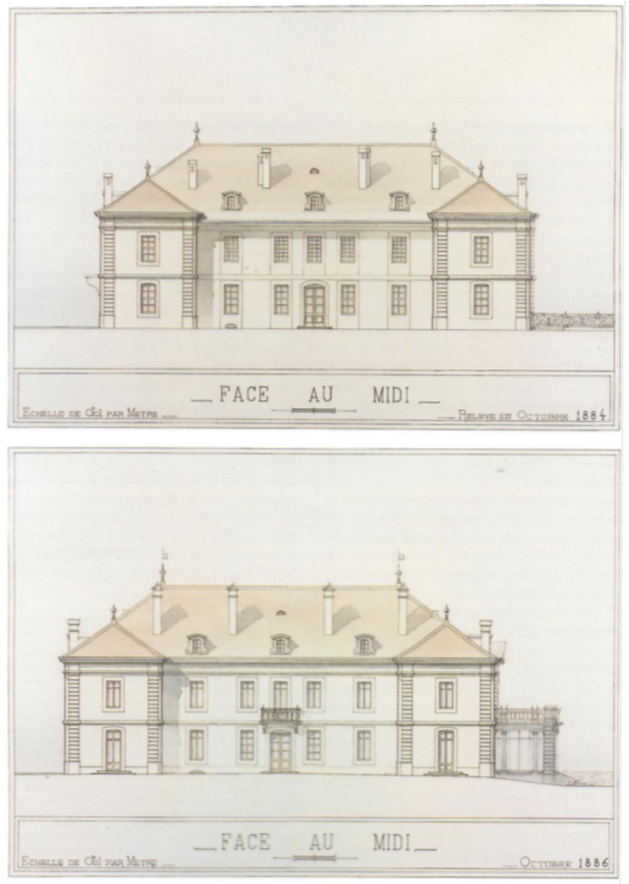
Plans de l'élévation de la façade sud avant et après les travaux 1884-1886 par Gustave Brocher.